# Sakhya Bai
Shrimant Akhand Soubhagyavati Maharani Sakhya Bai Raje Sahib Scindia, död 1919, var en indisk regent. 
Hon var regent i den indiska furstestaten Gwalior för sin minderåriga son Maharaja Sir Madho Rao Scindia Bahadur, Lashkar, (1876-86-1925) mellan 1886 och 1894. 
Hon var gift med Maharaja Sir Jayaji Rao Scindia Bahadur, Shrinath (1835-1886). 